# Rotala fysonii
Rotala fysonii är en fackelblomsväxtart som beskrevs av Blatter och Hallb.. Rotala fysonii ingår i släktet Rotala och familjen fackelblomsväxter. Inga underarter finns listade i Catalogue of Life.